# Arctia
Arctia là một chi bướm đêm thuộc phân họ Arctiinae, họ Erebidae.

## Các loài
- Arctia brachyptera Troubridge & Lafontaine, 2000
- Arctia caja Linnaeus, 1758
- Arctia festiva Hufnagel, 1766
- Arctia flavia Fuessly, 1779
- Arctia intercalaris Eversmann, 1843
- Arctia ladakensis O. Bang-Haas, 1927
- Arctia olschwangi Dubatolov, 1990
- Arctia opulenta H. Edwards, 1881
- Arctia rueckbeili Fuessly, 1779
- Arctia villica Linnaeus, 1758
  - Syn. Epicallia villica Hübner, 1820
- Arctia weigerti O. Bang-Haas, 1927

## Hình ảnh

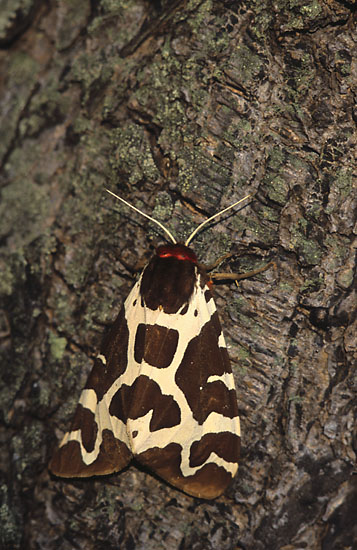
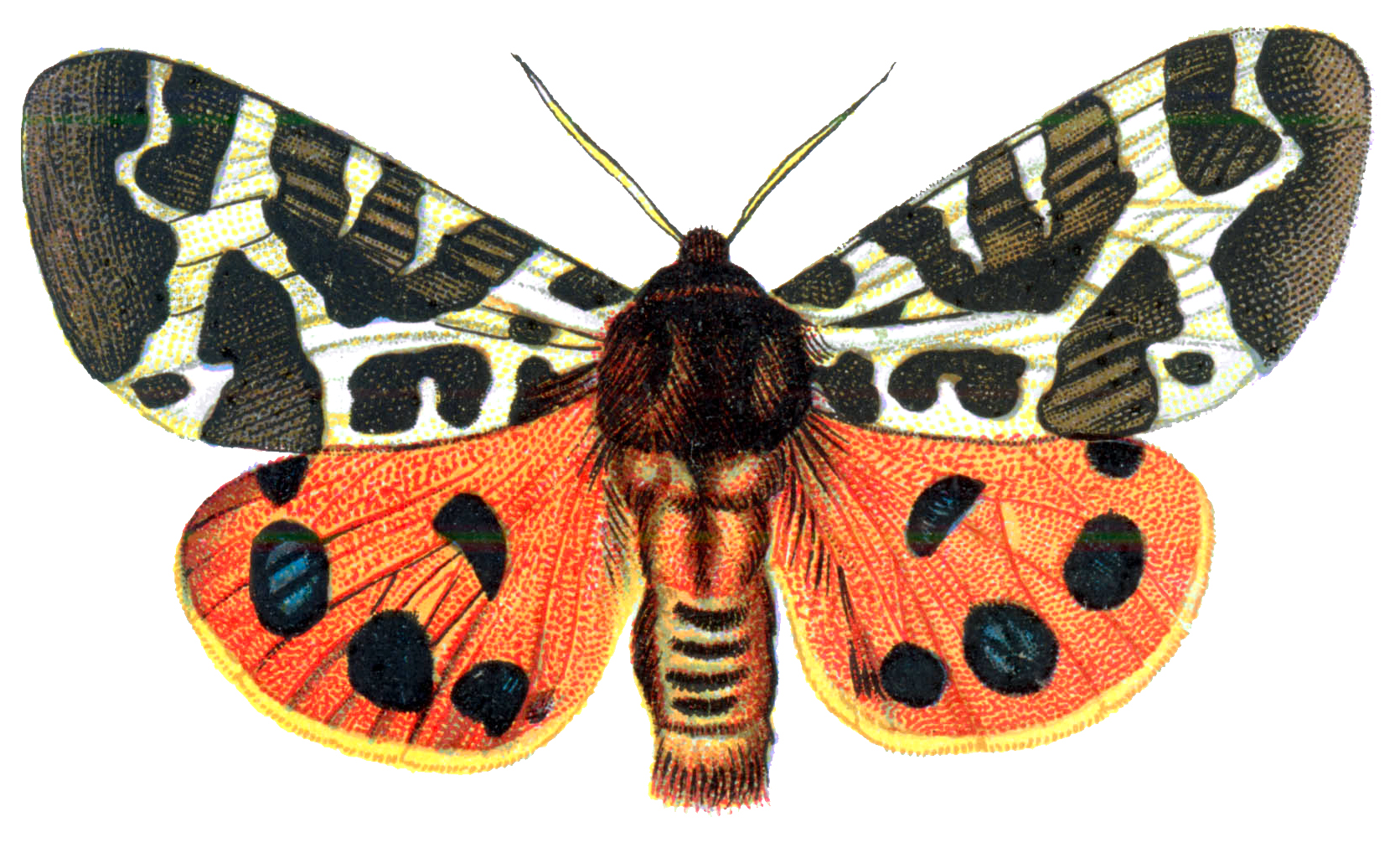
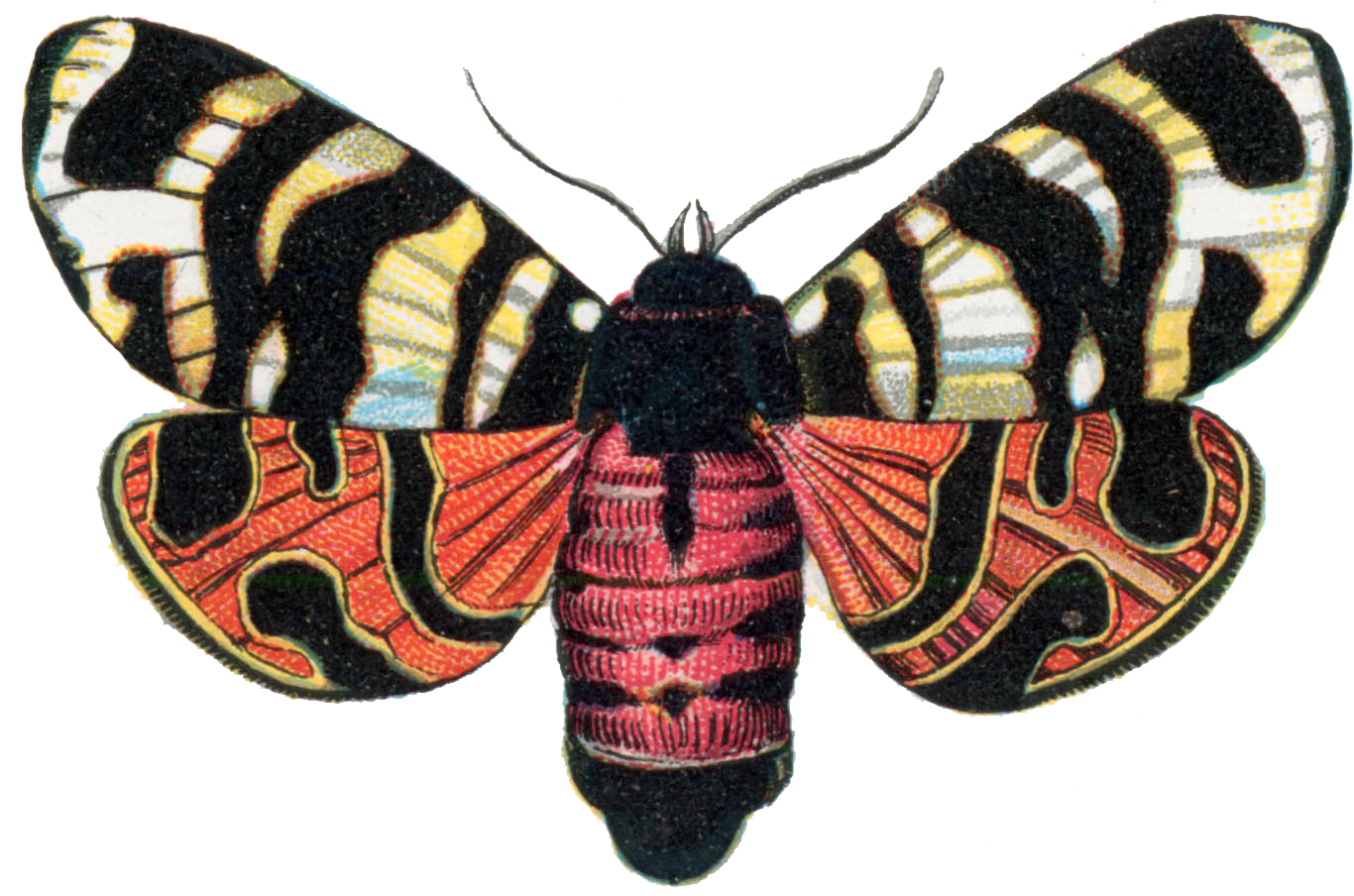